# Jonathan Yeo
Jonathan Yeo, né le 18 décembre 1970 à Londres, est un artiste britannique qui accède à la notoriété internationale autour de ses 20 ans, en tant que portraitiste contemporain. 
Il peint ainsi, entre autres, les portraits de Kevin Spacey, Dennis Hopper, Cara Delevingne, Damien Hirst, du prince Philip, Erin O'Connor, Tony Blair et David Cameron. GQ le qualifie comme « l'un des portraitistes les plus recherchés au monde »[réf. nécessaire].        
Ses peintures font partie des collections permanentes de la National Portrait Gallery de Londres, de la Laing Art Gallery de Newcastle, du musée d'histoire nationale du château de Frederiksborg au Danemark et de la Royal Collection[réf. nécessaire].     

## Biographie
Yeo apprend seul à peindre entre 20 et 30 ans, alors qu'il se remet du lymphome de Hodgkin. Il fait ses études à la Westminster School of Art. Il se dit influencé par Picasso depuis son jeune âge.  
Au début des années 2000, il se fait connaître par ses portraits réalistes contemporains de personnages bien connus. Parmi ses sujets figurent les acteurs Dennis Hopper, Jude Law, Kristin Scott Thomas, Lily Cole, Nicole Kidman, Grayson Perry, artiste lauréat du Prix Turner, le tailleur de Savile Row, Ozwald Boateng, l'ancien Premier ministre danois Helle Thorning-Schmidt, la duchesse de Cornouailles et le magnat Rupert Murdoch. En 2005, son portrait d'Erin O'Connor est utilisé pour faire la publicité de la National Portrait Gallery de Londres dans le monde entier. La peinture est utilisée comme couverture de 500 portraits, une enquête sur le prix BP Portrait publiée en 2011. 
Yeo reçoit une commande de la Chambre des communes en tant qu'artiste électoral officiel pour les élections générales de 2001 au Royaume-Uni. Il peint les dirigeants des trois plus grands partis. Son triptyque de Tony Blair, William Hague et Charles Kennedy, intitulé «Représentation proportionnelle», est composé de toiles de taille proportionnelle à la popularité des sujets. 
En 2007, son portrait non autorisé de George W. Bush, réalisé à partir de coupures de magazines pornographiques et présenté à Londres, New York et Los Angeles, lui vaut une notoriété mondiale. 
En janvier 2008, le portrait officiel de l'ancien Premier ministre Tony Blair est dévoilé et suscite l'intérêt du public grâce à sa référence claire à la guerre en Irak. Il montre un Blair plus âgé et plus corpulent, vêtu d'un coquelicot rouge, symbole de souvenir de guerre pour les Britanniques. Il réalise également un portrait complet de David Cameron juste avant son élection au poste de Premier ministre, qui est vendu aux enchères en 2010 pour 200 000 £. 
En avril 2011, la reine charge Yeo de peindre un portrait de David Attenborough pour la Royal Collection. 
Entre 2010 et 2012, Yeo crée des œuvres basées sur des procédures de chirurgie esthétique. Il présente les visages des femmes dans les états pré et post-opératoires, en contrepoint du portrait traditionnel. Cette collection de peintures fait l'objet de deux expositions personnelles, You’re Only Young Twice à Lazarides à Londres et (I’ve Got You) Under My Skin à la Circle Culture Gallery de Berlin.
L'exposition Jonathan Yeo Portraits à la National Portrait Gallery de Londres (2013-2014) comprend une sélection d'œuvres anciennes et nouvelles de Yeo. Les nouveaux portraits incluent des personnes qui ont marqué de manière significative leur domaine d'expertise, notamment les arts, le théâtre et la politique. Il représente ainsi Doreen Lawrence, Kevin Spacey, Damien Hirst, Malala Yousafzai et Grayson Perry. 
Yeo fait l'objet d'une émission BBC Culture Show Special en septembre 2013. La monographie Les nombreux visages de Jonathan Yeo, qui présente des œuvres de toute sa carrière, est publiée par l'éditeur londonien Art / Books le même mois. 
En 2014, une exposition est présentée à la Lowry Gallery de Salford  , et en 2015 au Musée d'histoire nationale du château de Frederiksborg au Danemark, Yeo ayant peint le premier portrait officiel de l'ancien Premier ministre danois Helle Thorning-Schmidt. 
Yeo est consultant en art pour le groupe Soho House,. Il co-organise les clubs dans le monde entier et conçoit le désormais célèbre papier peint pornographique, qui orne plusieurs de ces clubs, y compris ceux du Dean Street Townhouse à Londres et du Soho House à Berlin. Jonathan Yeo est juge pour le prix Art Fund 2010 pour les musées. En 2014, Yeo fait partie du jury du prix BP Portrait. 
En février 2016, le portrait de l'acteur Kevin Spacey dans le rôle du président Francis J. Underwood, de la série Netflix House of Cards, est dévoilé à la Smithsonian National Portrait Gallery à Washington. Netflix réalise un court métrage sur la collaboration entre le musée, l'acteur et l'artiste afin de promouvoir la quatrième saison de House of Cards, dont la première a eu lieu le soir même. 
En mars 2016, la plus grande rétrospective de Yeo à ce jour est inaugurée au musée d'histoire nationale du château de Frederiksborg au Danemark. Une nouvelle série de peintures de l'actrice et modèle Cara Delevingne est dévoilée au musée dans le cadre de l'exposition. Cette série de portraits a été réalisée sur une période de dix-huit mois et porte sur la fabrication d’images et l’identité réalisée. Yeo déclare : « La façon dont nous manipulons et lisons les autoportraits au cours des cinq dernières années a beaucoup plus de choses en commun avec l'activité des portraitistes et du public du XVIe siècle que n'importe quel mouvement artistique depuis la naissance de la photographie ». Un portrait de l’ancienne Premier ministre danoise, Helle Thorning-Schmidt, est également dévoilé à l’ouverture de cette exposition et reste au musée dans le cadre de sa collection permanente. Une nouvelle monographie intitulée In The Flesh est publiée par le musée pour accompagner l'exposition .   

## Controverses
En 2003, Yeo présente un diptyque nu intégral du président de l’ICA, Ivan Massow, entrepreneur et mécène des arts à la Royal Society of Portrait Painters. 
Yeo crée en 2007 un portrait controversé de George W. Bush, intitulé Bush. Après qu'une commande pour peindre le président américain lui ait été attribuée, puis retirée, Yeo réalise tout de même un collage portrait à partir d'images pornographiques. Ce travail amène Yeo à présenter davantage de collages - principalement des portraits et des nus - réalisés de la même manière. Le collage de George Bush aurait été saisi par les douanes israéliennes alors qu'il était en route pour l'exposition Le Père Noël organisée par Banksy à Bethléem en décembre 2007 .  
Lors de la première de ces expositions en 2008, Yeo présente la « Période bleue » à la Lazarides Gallery, propriété de Steve Lazarides, distributeur spécialisé dans le outsider et le street art, connu pour le lancement de la carrière de Banksy. L'exposition présente le portrait de Bush ainsi que de nouveaux collages de Hugh Hefner et Lucian Freud.
« Porn in the USA », la première exposition personnelle de Yeo aux États-Unis, réalisée par Lazarides, à Beverly Hills (Los Angeles), est saluée par la critique. Faisant suite au succès de Bush (2007), cette exposition comprend des portraits de Tiger Woods et de Sarah Palin créés à partir de découpages et collage pornographiques,,. 
Deux œuvres de Yeo sont impliquées dans le conflit concernant la vente de la collection d'art de Dennis Hopper. Il est l'un des trois artistes à avoir été mandaté par Hopper pour peindre son portrait, les deux autres étant Andy Warhol et Julian Schnabel. Hopper a décrit son travail comme « intemporel et exquis ». 

## Critiques
Dans un article du Guardian sur le portrait de Blair, Jonathan Jones accuse Yeo et son sujet de conspiration pour manipuler l'image de l'ancien Premier ministre, affirmant que « Blair est un co-conspirateur tacite qui est entré en portant le coquelicot, puis s'est assis aussi sombre que possible, pour inviter l'artiste à rentrer chez lui sur cette fleur en papier témoin ». 
Certains commentateurs ont suggéré que, en réalisant des portraits et d'autres œuvres qui se moquaient des politiciens et des célébrités qu'ils représentent, il risquait de s'aliéner ceux-là mêmes qu'il avait l'habitude de peindre avec beaucoup de succès. On a dit que Sandy Nairne, directeur de NPG, craignait que Yeo ne pousse le thème du collage pornographique trop loin en disant que « le collage de Bush était une riposte. Et il y avait une certaine logique dans cette riposte. Ce qui est plus déconcertant, c'est ce qui se passe après cela ». 
Charles Saumarez Smith, ancien directeur de la National Gallery et de la Royal Academy, déclare à propos du collage pornographique de Lucian Freud : « Yeo est la jeune étoile montante du portrait et Freud est un maître reconnu. C'est un hommage qui se faisait traditionnellement dans le passé. Les peintres font souvent des portraits d’autres artistes qu’ils admirent. Certes, celui de Freud est assez différent car Yeo a utilisé cette autre dimension - les parties intimes des personnes »
Lors du lancement de l'exposition de Yeo à la National Portrait Gallery, The Guardian le décrit comme « l'un des portraitistes les plus réputés du Royaume-Uni » et GQ le désigne comme « l'un des portraitistes les plus recherchés au monde ». Malala Yousafzai révèle qu'elle était touchée par le fait que Yeo ait demandé à la peindre et qu'elle était honorée que sa photo soit exposée à la National Portrait Gallery . 

### Vie privée
Jonathan Yeo est le fils de l'homme politique britannique Tim Yeo, et de Diane Yeo. Il est marié à l'ancienne actrice et journaliste Shebah Ronay. Ils vivent à Londres et ont deux filles.

## Expositions notables
- Musée d'histoire nationale danoise au château de Frederiksborg 2016 - du 20 mars au 30 juin 2016[29]
- Exposure, Circle Culture Gallery, Hambourg, 10 juillet 2015 - 28 octobre 2015[30]
- Galerie d'art Laing, Newcastle upon Tyne 8 novembre 2014 - 15 février 2015[31]
- The Lowry Gallery, 14 mars 2014 - 29 juin 2014[10]
- Galerie nationale des portraits, 11 septembre 2013 - 5 janvier 2014[32]
- (I’ve Got You) Under My Skin, Galerie Circle Culture, Berlin, 9 novembre 2012 - 28 février 2013[33]
- You're Only Young Twice, Lazarides, Londres, 9 décembre 2011 - 21 janvier 2012[34]
- Porn in the USA, LA de Lazarides, Beverly Hills, 9 juillet - 8 août 2010[35]
- Blue Period, Lazarides, Londres, 5 juin - 11 juillet 2008 [20]
- Jonathan Yeo's Sketchbook, Eleven, Londres, 17 février - 17 mars 2006